# Wedge-Produkt (Topologie)

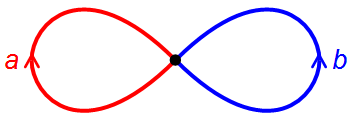
Wedge-Produkt zweier Kreise

Mit dem Wedge-Produkt (nach wedge engl. Keil; auch Einpunktvereinigung oder Bouquet genannt) {\displaystyle X\vee Y} zweier punktierter topologischer Räume {\displaystyle X} und {\displaystyle Y}  bezeichnet man ihre disjunkte Vereinigung, die an einem Punkt (dem Basispunkt) verklebt ist. Formal ist die Definition wie folgt:
{\displaystyle X\vee Y=(X\amalg Y)/(pt\amalg pt)}
Hierbei bezeichnet {\displaystyle pt} den jeweiligen Basispunkt. 
Die Konstruktion kann man auch auf eine beliebige Menge von Räumen verallgemeinern:
{\displaystyle \bigvee _{i\in I}X_{i}=\left(\coprod _{i\in I}X_{i}\right)/\left(\coprod _{i\in I}pt_{i}\right)}
Abstrakter kann man das Wedge-Produkt als das Koprodukt in der Kategorie der punktierten topologischen Räume auffassen.

## Rolle in der algebraischen Topologie
Das Wedge-Produkt verhält sich gut bezüglich einiger Funktoren in der algebraischen Topologie. Zum Beispiel gilt für die Fundamentalgruppe für lokal kontrahierbare Räume {\displaystyle X_{i}}
{\displaystyle \pi _{1}\left(\bigvee _{i\in I}X_{i}\right)=\mathop {*} _{i\in I}\pi _{1}(X_{i}),}
wobei {\displaystyle *} das freie Produkt der Gruppen bezeichnet. 
In der singulären Homologie gilt:
{\displaystyle H_{n}\left(\bigvee _{i\in I}X_{i},pt\right)=\bigoplus _{i\in I}H_{n}(X_{i},pt)}
Man kann das Wedge-Produkt {\displaystyle X\vee Y} auf naheliegende Weise in das Produkt {\displaystyle X\times Y} einbetten, der Quotient
{\displaystyle X\wedge Y:=X\times Y/X\vee Y}
ist  das Smash-Produkt. 
Insbesondere ist {\displaystyle \Sigma X:=S^{1}\wedge X} die reduzierte Einhängung, von Bedeutung in der stabilen Homotopietheorie.
Das Wedge-Produkt wird auch in der Definition der Verknüpfung in den Homotopiegruppen verwendet.